# Toastmasters
Toastmasters International är en internationell organisation med mål att hjälpa sina medlemmar förbättra muntlig kommunikation, att tala inför publik och få ledaregenskaper. Organisationen grundades den 22 oktober 1924, vid YMCA i Santa Ana, Kalifornien, USA av Ralph C. Smedley. Medlemskap är öppet för alla människor från 18 år.
På 2020-talet hade organisationen 230 000 medlemmar och drygt 11 000 medlemsklubbar i 92 länder. 

## Organisation och klubbar
Det primära medlemskapsenhet i Toastmasters är den lokala klubben. Varje Toastmastersklubb sammanträder regelbundet, minst 12 gånger per år. Programmet varierar från klubb till klubb och land till land. Medlemmar kan tillhöra en eller flera klubbar, även om majoriteten av medlemmarna bara tillhör en enda klubb. Minimikraven för en klubb är att ha sex eller fler medlemmar, och minst tre funktionärer (klubbens ordförande, en viceordförande och sekreterare).
Nivån över klubb är Toastmasters distrikt. Det primära syftet med ett distrikt är att stödja klubbarna, vanligen genom att tillhandahålla utbildningsmöjligheter för medlemmar och främja Toastmasters till större organisationer utanför räckhåll för de enskilda klubbarna. Distrikten är geografiskt bundna, och brukar delas då antalet klubbar inom det växer över ett visst antal. Inte alla klubbar är tilldelade distrikt, men provisoriska distrikt och regionala råd finns för att klubbar utanför distrikten kan erbjudas en liknande nivå av stöd. 

Över distriktet sköter en styrelse den övergripande verksamheten inom organisationen. Styrelsen består av flera funktionärer, liksom internationella styrelseledamöter valda från olika regioner (samlingar av geografiskt nära distrikt). 